# Campeonato Paranaense de Futebol de 2022

O Campeonato Paranaense de Futebol de 2022 foi a 108ª edição do Campeonato Paranaense de Futebol, a principal divisão do futebol paranaense que é organizada e realizada pela Federação Paranaense de Futebol (FPF).
No dia 23 de Novembro de 2021, o Departamento de Competições da Federação Paranaense de Futebol publicou a Tabela e o Regulamento Específico do Campeonato Paranaense de Futebol Profissional da Primeira Divisão de 2022. Nestes documentos constam que o certame se iniciará no dia 23 de Janeiro de 2022 e se encerrará no dia 03 de Abril de 2022.

## Regulamento
O campeonato será disputado em quatro fases (Primeira Fase, Quartas de Final, Semifinais e Final), entre os dias 23 de Janeiro e 03 de Abril de 2022.

### Primeira Fase
Na Primeira Fase do campeonato as 12 equipes participantes se enfrentam em turno único, de 11 rodadas, classificando-se para a próxima etapa os 8 melhores posicionados;

### Rebaixamento
Os 2 últimos colocados da Primeira Fase (11º e 12º colocados) estarão rebaixados para a Segunda Divisão de 2023;

### Quartas de Final (2º Fase)
Com os 8 times classificados da Primeira Fase, serão formados quatro grupos  para a definição dos confrontos que serão realizados em 2 jogos (ida e volta). A distribuição dos confrontos nos grupos serão da seguinte forma: Grupo A (1º colocado x 8º colocado); Grupo B (2º colocado x 7º colocado); Grupo C (3º colocado x 6º colocado) e Grupo D (4º colocado x 5º colocado). Os clubes de melhor campanha terão o mando de campo no jogo da volta. Os quatro vencedores dos confrontos estarão classificados para as semifinais. Caso haja empate na soma de pontos, o primeiro critério será o saldo de gols, persistindo a igualdade, será decidido em tiros livres diretos. 

### Semifinais (3º Fase)
Com os 4 times vencedores das quartas de final, serão formados 2 grupos para a definição dos confrontos que serão realizados em 2 jogos (ida e volta). A distribuição dos confrontos nos grupos serão da seguinte forma: Grupo E (Vencedor do Grupo A x Vencedor do Grupo D); Grupo F (Vencedor do Grupo B x Vencedor do Grupo C). O mando de campo no jogo da volta será decidido de acordo com o clube que obtiver melhor campanha somadas as duas fases anteriores (Primeira Fase e Segunda Fase). Os dois vencedores dos confrontos estarão classificados para a Final (4º Fase). Caso haja empate na soma de pontos, o primeiro critério será o saldo de gols, persistindo a igualdade, será decidido em tiros livres diretos.

### Final (4º Fase)
Na Final, será formado o Grupo G, composto pelos clubes vencedores dos Grupos E e F. O mando de campo na partida de volta será do time que tiver a melhor campanha somadas as três fases anteriores. Será considerado CAMPEÃO o clube que somar maior quantidade de pontos nas duas partidas, considerando os resultados desta fase. Caso haja igualdade de pontos, o primeiro critério de desempate será o saldo de gols, persistindo o empate, o confronto será definido em tiros livres diretos.

## Participantes
| Clube        | Cidade               | Em 2021                    | Estádio           | Capacidade | Títulos             | Participaçoes |
| ------------ | -------------------- | -------------------------- | ----------------- | ---------- | ------------------- | ------------- |
| Athletico-PR | Curitiba             | 4º Lugar                   | Arena da Baixada  | 42.372     | 26 (último em 2020) | 88            |
| Azuriz       | Pato Branco          | 5º Lugar                   | dos Pioneiros     | 1.500      | 0 (não possui)      | 01            |
| Cianorte     | Cianorte             | 6º Lugar                   | Albino Turbay     | 3.000      | 0 (não possui)      | 17            |
| Coritiba     | Curitiba             | 9º Lugar                   | Couto Pereira     | 40.512     | 38 (último em 2017) | 98            |
| FC Cascavel  | Cascavel             | 2º Lugar                   | Olímpico Regional | 28.125     | 0 (não possui)      | 08            |
| Londrina     | Londrina             | 1º Lugar                   | Estádio do Café   | 30.000     | 5 (último em 2021)  | 48            |
| Maringá      | Maringá              | 8º Lugar                   | Willie Davids     | 21.000     | 0 (não possui)      | 07            |
| Operário     | Ponta Grossa         | 3º Lugar                   | Germano Krüger    | 10.632     | 1 (último em 2015)  | 50            |
| Paraná       | Curitiba             | 7º Lugar                   | Vila Capanema     | 20.083     | 7 (último em 2006)  | 29            |
| Rio Branco   | Paranaguá            | 10º Lugar                  | Estradinha        | 4.500      | 0 (não possui)      | 53            |
| SãoJoseense  | São José dos Pinhais | 1º Lugar (2º Divisão 2021) | Estádio do Pinhão | 4.047      | 0 (não possui)      | Estreante     |
| União        | Francisco Beltrão    | 2º Lugar (2º Divisão 2021) | Anilado           | 5.438      | 0 (não possui)      | 04            |

## Segunda Fase

### Fase final
Em itálico, os times que possuem o mando de campo no primeiro jogo do confronto e em negrito os times classificados.
|  | Quartas de final     | Quartas de final     | Quartas de final | Quartas de final |       |             | Semifinais       | Semifinais       | Semifinais       | Semifinais       |  |         | Final                     | Final                     | Final                     | Final                     |  |  |
|  | 12 a 20 de março     | 12 a 20 de março     | 12 a 20 de março | 12 a 20 de março |       |             | 23 a 27 de março | 23 a 27 de março | 23 a 27 de março | 23 a 27 de março |  |         | 30 de março e 03 de abril | 30 de março e 03 de abril | 30 de março e 03 de abril | 30 de março e 03 de abril |  |  |
|  |                      |                      |                  |                  |       |             |                  |                  |                  |                  |  |         |                           |                           |                           |                           |  |  |
|  | Operário-PR          | 1                    | 2                | 3                |       |             |                  |                  |                  |                  |  |         |                           |                           |                           |                           |  |  |
|  | São Joseense         | 2                    | 0                | 2                |       |             |                  |                  |                  |                  |  |         |                           |                           |                           |                           |  |  |
|  | São Joseense         | 2                    | 0                | 2                |       | Operário-PR | 1                | 0                | 1 (3)            |                  |  |         |                           |                           |                           |                           |  |  |
|  |                      |                      |                  |                  |       | Operário-PR | 1                | 0                | 1 (3)            |                  |  |         |                           |                           |                           |                           |  |  |
|  |                      | Maringá              | 1                | 0                | 1 (5) |             |                  |                  |                  |                  |  |         |                           |                           |                           |                           |  |  |
|  | Maringá              | Maringá              | 1                | 0                | 1 (5) | 1           | 5                | 6                |                  |                  |  |         |                           |                           |                           |                           |  |  |
|  | Maringá              |                      |                  |                  |       | 1           | 5                | 6                |                  |                  |  |         |                           |                           |                           |                           |  |  |
|  | FC Cascavel          | 0                    | 0                | 0                |       |             |                  |                  |                  |                  |  |         |                           |                           |                           |                           |  |  |
|  | FC Cascavel          | 0                    | 0                | 0                |       |             |                  |                  |                  |                  |  | Maringá | 1                         | 2                         | 3                         |                           |  |  |
|  |                      |                      |                  |                  |       |             |                  |                  |                  |                  |  | Maringá | 1                         | 2                         | 3                         |                           |  |  |
|  |                      | Coritiba             | 2                | 4                | 6     |             |                  |                  |                  |                  |  |         |                           |                           |                           |                           |  |  |
|  | Coritiba             | Coritiba             | 2                | 4                | 6     | 1           | 3                | 4                |                  |                  |  |         |                           |                           |                           |                           |  |  |
|  | Coritiba             |                      |                  |                  |       | 1           | 3                | 4                |                  |                  |  |         |                           |                           |                           |                           |  |  |
|  | Cianorte             | 0                    | 0                | 0                |       |             |                  |                  |                  |                  |  |         |                           |                           |                           |                           |  |  |
|  | Cianorte             | 0                    | 0                | 0                |       | Coritiba    | 2                | 1                | 3                |                  |  |         |                           |                           |                           |                           |  |  |
|  |                      |                      |                  |                  |       | Coritiba    | 2                | 1                | 3                |                  |  |         |                           |                           |                           |                           |  |  |
|  |                      | Athletico Paranaense | 1                | 1                | 2     |             |                  |                  |                  |                  |  |         |                           |                           |                           |                           |  |  |
|  | Athletico Paranaense | Athletico Paranaense | 1                | 1                | 2     | 0           | 2                | 2 (4)            |                  |                  |  |         |                           |                           |                           |                           |  |  |
|  | Athletico Paranaense |                      |                  |                  |       | 0           | 2                | 2 (4)            |                  |                  |  |         |                           |                           |                           |                           |  |  |
|  | Londrina             | 1                    | 1                | 2 (2)            |       |             |                  |                  |                  |                  |  |         |                           |                           |                           |                           |  |  |

## Público

### Maiores públicos (Pagantes)
Estes são os 10 maiores públicos pagantes do Campeonato. 
| Nº | Público | Mandante             | Placar    | Visitante            | Estádio           | Data            | Rodada            |
| -- | ------- | -------------------- | --------- | -------------------- | ----------------- | --------------- | ----------------- |
| 1  | 27 655  | Coritiba             | 4–2       | Maringá              | Couto Pereira     | 3 de abril      | Final - Volta     |
| 2  | 22 564  | Coritiba             | 0–0       | Athletico Paranaense | Couto Pereira     | 16 de fevereiro | 8ª Rodada         |
| 3  | 21 373  | Athletico Paranaense | 1–2       | Coritiba             | Arena da Baixada  | 23 de março     | Semifinal - Ida   |
| 4  | 20 934  | Coritiba             | 1–1       | Athletico Paranaense | Couto Pereira     | 27 de março     | Semifinal - Volta |
| 5  | 13 592  | FC Cascavel          | 3–4       | Athletico Paranaense | Olímpico Regional | 6 de março      | 11ª Rodada        |
| 6  | 13 487  | Athletico Paranaense | 2(4)–(2)1 | Londrina             | Arena da Baixada  | 20 de março     | Quartas - Volta   |
| 7  | 12 540  | Maringá              | 0(5)–(3)0 | Operário-PR          | Willie Davids     | 27 de março     | Semifinal - Volta |
| 8  | 11 752  | Maringá              | 1–2       | Coritiba             | Willie Davids     | 30 de março     | Final - Ida       |
| 9  | 9 907   | Athletico Paranaense | 1–0       | Paraná               | Arena da Baixada  | 23 de janeiro   | 1ª Rodada         |
| 10 | 9 370   | Coritiba             | 3–1       | Maringá              | Couto Pereira     | 6 de março      | 11ª Rodada        |

### Menores públicos (Pagantes)
Estes são os 10 menores públicos pagantes do Campeonato. 
| Nº | Público | Mandante      | Placar | Visitante     | Estádio            | Data            | Rodada     |
| -- | ------- | ------------- | ------ | ------------- | ------------------ | --------------- | ---------- |
| 1  | 93      | Cianorte      | 2–1    | Rio Branco-PR | Willie Davids      | 27 de janeiro   | 2ª Rodada  |
| 2  | 137     | Cianorte      | 0–0    | Cascavel CR   | Willie Davids      | 30 de janeiro   | 3ª Rodada  |
| 3  | 262     | São Joseense  | 2–0    | Maringá       | Estádio do Pinhão  | 13 de fevereiro | 7ª Rodada  |
| 4  | 347     | São Joseense  | 0–0    | Azuriz        | Estádio do Pinhão  | 23 de janeiro   | 1ª Rodada  |
| 5  | 366     | União         | 0–2    | São Joseense  | Estádio Anilado    | 6 de março      | 11ª Rodada |
| 6  | 381     | Azuriz        | 0–0    | FC Cascavel   | Os Pioneiros       | 19 de fevereiro | 9ª Rodada  |
| 7  | 389     | São Joseense  | 2–1    | Rio Branco-PR | Estádio do Pinhão  | 20 de fevereiro | 9ª Rodada  |
| 8  | 430     | Londrina      | 1–0    | Cianorte      | Estádio do Café    | 6 de março      | 11ª Rodada |
| 9  | 470     | Rio Branco-PR | 2–0    | Azuriz        | Gigante do Itiberê | 16 de fevereiro | 8ª Rodada  |
| 10 | 484     | Cianorte      | 2–0    | São Joseense  | Albino Turbay      | 27 de fevereiro | 10ª Rodada |

### Média como mandante (Pagantes)
| Pos.  | Time                 | Média  | Total   | Mandos | Maior  | Menor |
| ----- | -------------------- | ------ | ------- | ------ | ------ | ----- |
| 1     | Coritiba             | 13 561 | 108 491 | 8      | 27 655 | 5 730 |
| 2     | Athletico Paranaense | 9 664  | 77 316  | 8      | 21 373 | 5 540 |
| 3     | Maringá              | 7 084  | 56 673  | 8      | 12 540 | 3 248 |
| 4     | FC Cascavel          | 4 537  | 27 224  | 6      | 13 592 | 1 906 |
| 5     | Paraná               | 2 214  | 11 074  | 5      | 3 488  | 1 629 |
| 6     | Operário-PR          | 2 034  | 16 279  | 8      | 2 479  | 1 500 |
| 7     | Londrina             | 1 297  | 9 083   | 7      | 2 167  | 430   |
| 8     | Rio Branco-PR        | 1 007  | 5 039   | 5      | 1 507  | 470   |
| 9     | São Joseense         | 959    | 5 759   | 6      | 2 686  | 262   |
| 10    | Azuriz               | 885    | 5 313   | 6      | 1 987  | 381   |
| 11    | União                | 712    | 3 561   | 5      | 1 391  | 366   |
| 12    | Cianorte             | 479    | 3 355   | 7      | 753    | 93    |
| Total | Total                | 4 166  | 329 167 | 79     | 27 655 | 93    |